# Jan Gotfryd Theiner
Jan Gotfryd Theiner herbu Pszczyna (ur. listopad 1793 w Pszczynie, zm. 10 grudnia 1828 w Warszawie) – lekarz warszawski, luteranin.

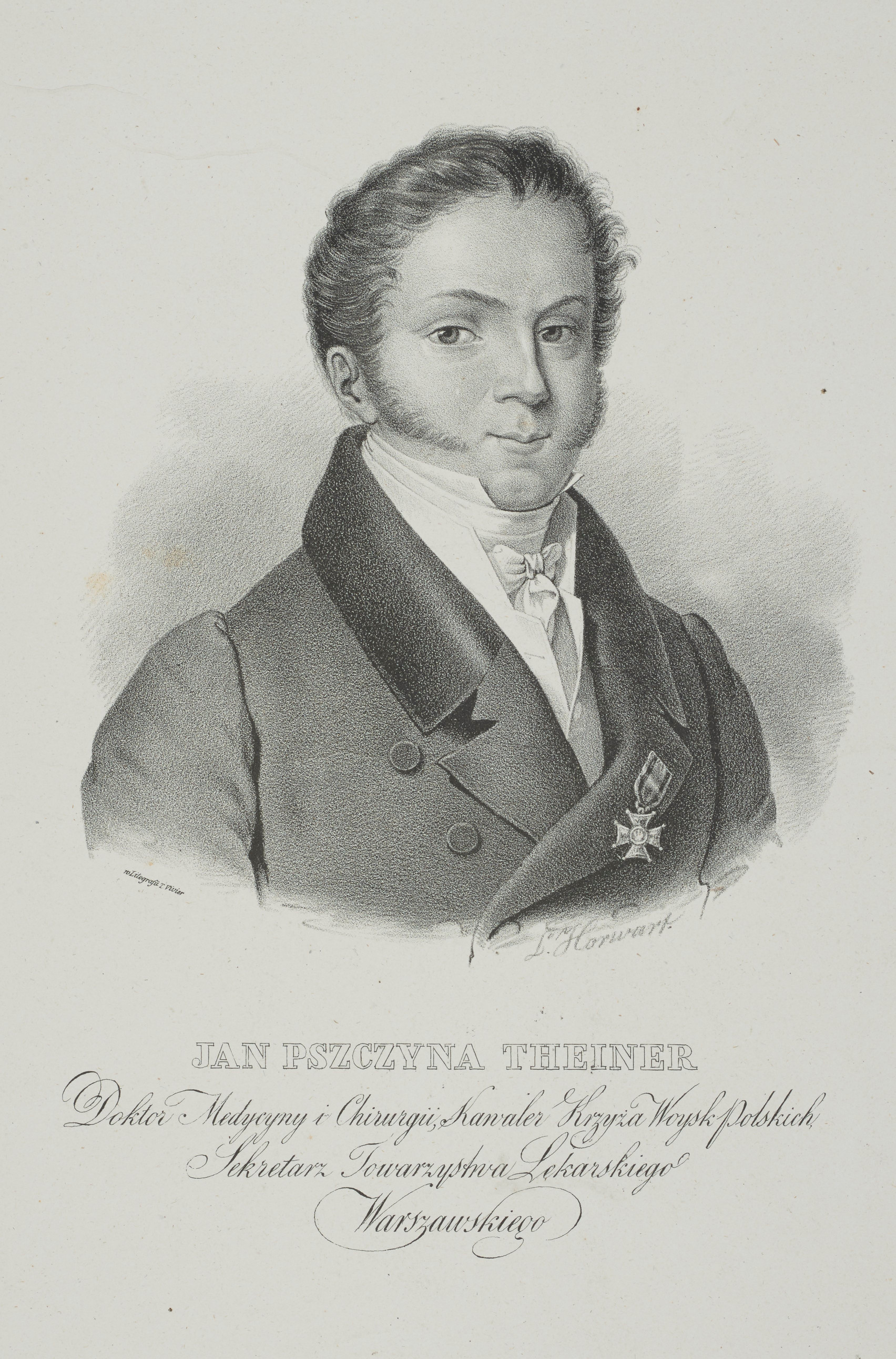

Był synem Jana Henryka i Zofii z Kosmelów, więcej nic nie wiadomo o jego wczesnych latach. Medycynę studiował zapewne we Wrocławiu. W sierpniu roku 1811, już jako lekarz, wstąpił do 16 p. kawalerii wojsk polskich. Wziął udział w kampanii rosyjskiej Napoleona w r. 1812 i otrzymał wtedy złoty krzyż orderu Virtuti Militari. Po zakończeniu wojen napoleońskich osiadł w Warszawie i pozostając najwyraźniej nadal lekarzem wojskowym prowadził także praktykę prywatną, lecząc ubogich bez wynagrodzenia. W roku 1820 założył wraz z innymi stołecznymi lekarzami Towarzystwo Lekarskie Warszawskie, pozostając do śmierci jego sekretarzem.
W roku 1826 otrzymał za zasługi dla wojska szlachectwo z herbem Pszczyna. Ok. r. 1814 poślubił Annę z Schoesmanów (1795-1832) i miał dwóch synów, z których Feliks (1816-1836) w wieku lat 15 ukończył Liceum Warszawskie i w wieku lat 20 po studiach lekarskich w Berlinie uzyskał doktorat medycyny. Wkrótce potem zmarł.
W roku 1829, rok po śmierci doktora Theinera, wspominano go następująco (Szulc, zob. niżej): Dziś rocznica zgonu śp. Jana Pszczyny-Theinera, dr med. i chirurgii. Rzadkie przymioty duszy i serca zmarłego, a szczególnie przykładna dla cierpiących nieinteresowność zasługują na chlubne i po zgonie jego wspomnienie. Śmierć zawczesna wydarła przyjaciela ludzkości i dobroczyńcę nieszczęśliwym, od których nieodstręczony niemożnością wynagrodzenia trudów swoich, niósł troskliwą pomoc. Wdzięczni nie przestaną wspominać i ronić łez żalu nad jego grobowcem, dopóki im starczyć będzie przez niego przedłużone życie.
Doktor Theiner został pochowany na cmentarzu ewangelickim w Warszawie w nieznanym dziś miejscu.